# Cathelijneschans
Cathelijneschans is een buurtschap en een voormalig fort in de Nederlandse gemeente Sluis. Gelegen in het noorden van de Cathalijnepolder.

## De buurtschap
De buurtschap Cathelijneschans bestaat uit een tiental woningen langs de weg "Cathelijne Schans" ten zuidoosten van Oostburg en ten noorden van De Munte. Schans is vernoemd naar de nabijgelegen voormalige schans. De postcode van de buurtschap is 4501, de postcode van Oostburg. De buurtschap wordt ook weleens Cathelijner schans of simpelweg Schans genoemd.

## Het fort
De Cathelijneschans (ook: Cathalijneschans) is een voormalig vestingwerk dat deel uitmaakte van de Linie van Oostburg. Ze bevindt zich op anderhalve kilometer ten oosten van Oostburg in de Nederlandse provincie Zeeland, aan de zuidrand van het Groote Gat, wat vroeger een waterweg was.
Omstreeks 1600 werd de schans door de Spanjaarden gebouwd. In 1604 kwam ze in Staats bezit en ging ze deel uitmaken van de Linie van Oostburg. In 1673 werd de schans gesloopt. Ze is nog te zien als een licht reliëf in het landschap. De weg, die nog tot diep in de 20e eeuw de contouren van het fort volgde, is gedeeltelijk rechtgetrokken maar de ligging is nog aan enige bochten in de weg te zien, terwijl de noordoostpunt van de omwalling nog onderscheidbaar is. Deze ligt daar waar de Blontrok op het Groote Gat uitkomt.
De schans is gebouwd op de plaats waar eens het dorp Sint-Cathelijne lag, waar ze ook naar vernoemd is.
Steden: Aardenburg · IJzendijke · Oostburg · Sint Anna ter Muiden · Sluis

Dorpen: Breskens · Cadzand · Eede · Groede · Hoofdplaat · Nieuwvliet · Retranchement · Schoondijke · Sint Kruis · Waterlandkerkje · Zuidzande

Buurtschappen: Akkerput · Bakkersdam · Balhofstede · Biezen · Boerenhol · Braamhul · De Brabander · De Bracke · Cadzand-Bad · Cathelijneschans/Schans · Dam · De Dam · Draaibrug · Halve Maantje · Hans Vriezeschans · Het Eiland · Goedleven · Groeneboomgaard · Grootendam/De Hoogedam · Heille · Hoogendijk · Hoogeweg · Kapitalendam · Ketelaarstraat · Klakbaan · Klein-Brabant · Konijnenberg · Koninginnehaven · Kruisdijk · Kruishoofd · Maagdenberg · Maagd van Gent (deels) · Maaidijk · Marollenput · Moershoofde (deels) · Moleke (deels) · Molentje · Mollekot (deels) · De Munte · Nieuwesluis · Nieuwland · Nieuwvliet-Bad · Nolle · Nummer Een · Oostburgsche Brug · Oosthoek (deels) · Oudeland · Oudemenne · De Pas · Plankenpoortje · Plakkebord · De Platluis · Polderstraat/Steenoven · 't Poldertje · Ponte · Ponte-Avancé · Pyramide · Rijksweg · Ronduit · Roodenhoek · Sasput · Scherpbier · Sint Pieter · Slepershaven/Slapershaven · Slijkplaat · Slikkenburg · Sluissche Veer · Smedekensbrugge · Spitsbroek · Steenhoven · Steenoven · Stenen Heule · Stroopuit · Terhofstede · Ter-Moere · Tol (Schoondijke) · Tol (Waterlandkerkje) · De Tol · Tragel · Turkeye · Valeiskreek · Veldzicht · Veldzicht (deels) · De Verkorting · Verklikker · Vuilpan · Wafeldorp · Waterhoek · Waterloo · Zandertje · Het Zwindorp

Historische plaatsen: De Keizer · Oude Stad (Aardenburg) · Pannenhuis · Potjes

Zeeland: Steden en dorpen in Zeeland      Nederland: Provincies · Gemeenten